# أبومينيشن
أبومينيشن هو شخصية خيالية في مارفل كومكس من ابتكار ستان لي وغيل كين،ظهرت الشخصية لأول مرة في 1967.